# Талшикский сельский округ
Талшикский сельский округ (каз. Талшық ауылдық округі) — административная единица в составе Акжарского района Северо-Казахстанской области Казахстана. Административный центр — село Талшик.
Население — 4802 человека (2009, 5774 в 1999, 7134 в 1989).

## История
В советское время современный сельский округ был поселковым советом, так как село Талшик имело статус посёлка городского типа. В состав сельского округа были включены территории ликвидированных Казанского (село Казанское) и Колосовского (сёла Ульгили, Тугуржап) сельских советов.

## Состав
В состав округа входят такие населенные пункты:
| Населенный пункт | Население, человек (1989) | Население, человек (1999) | Население, человек (2009) |
| ---------------- | ------------------------- | ------------------------- | ------------------------- |
| Казанское, село  | 1081                      | 790                       | 500                       |
| Талшик, село     | 4535                      | 4074                      | 3754                      |
| Тугуржап, село   | 319                       | 287                       | 125                       |
| Ульгили, село    | 1199                      | 623                       | 423                       |